# Ourcq
Pour l’article ayant un titre homophone, voir Hourque.
Pour les articles homonymes, voir Ourcq (homonymie).
L'Ourcq (prononcé /uʁk/ ; Urc en 855) est une rivière française affluente de rive droite de la Marne qui coule dans les départements de l'Aisne, l'Oise et la Seine-et-Marne.
La vallée de l'Ourcq constitue la frontière géographique naturelle délimitant le Soissonnais au Nord de l'Orxois au Sud.

## Géographie
Elle prend sa source à Courmont dans le département de l'Aisne. Cette petite rivière suit une large vallée et rejoint la Marne en amont de Meaux, entre Congis-sur-Thérouanne et Mary-sur-Marne, après un cours de 86,5 km.

### Communes traversées
Dans l'Aisne
Courmont ~ Ronchères ~ Cierges ~ Fresnes-en-Tardenois (par un angle) ~ Sergy ~ Villers-sur-Fère ~ Seringes-et-Nesles (sur quelques dizaines de mètres) ~ Fère-en-Tardenois ~ Saponay ~ Bruyères-sur-Fère ~ Nanteuil-Notre-Dame ~ Oulchy-le-Château ~ Armentières-sur-Ourcq ~ Breny ~ Montgru-Saint-Hilaire ~ Oulchy-la-Ville ~ Vichel-Nanteuil ~ Rozet-Saint-Albin ~ Neuilly-Saint-Front ~ Chouy ~ Marizy-Saint-Mard ~ Noroy-sur-Ourcq ~ Marizy-Sainte-Geneviève ~ Troësnes ~ Silly-la-Poterie ~ La Ferté-Milon
Dans l'Oise
Marolles ~ Mareuil-sur-Ourcq
Dans l'Aisne
Montigny-l'Allier
Dans l'Oise
Neufchelles ~ Varinfroy
En Seine-et-Marne
Crouy-sur-Ourcq ~ May-en-Multien ~ Ocquerre ~ Lizy-sur-Ourcq ~ Mary-sur-Marne ~ Congis-sur-Thérouanne.

## Hydronymie
Urc en 855. De la racine hydronymique *ol. Nous constatons, prouvée par de multiples exemples, en toponymie comme en hydronymie, l’équivalence des groupes sonores ol, or, ul, ur. Il n’est donc pas surprenant de trouver l'appellation, déclinant de cette variation autour du thème *ol, l’Ourcq.

### Organisme gestionnaire
L'organisme gestionnaire, pour l'Ourcq amont, est le syndicat mixte intercommunal pour la gestion du bassin versant de l'Ourcq amont, sis à Oulchy-le-Château.
L'organisme gestionnaire, pour l'Ourcq aval, est le SIAGRO ou Syndicat intercommunal d’aménagement et de gestion de l’Ourcq Aval.

## Affluents
- Ru Villon
- Ruisseau du Moulin
- Ru de Coupé
- Ru du Paradis
- Ruisseau de Favières
- Ru d'Oie
- Ru du Pont Brûlé
- Ru de la Sablionnère
- Ru de la Pelle
- Ru Saint-Georges
- Ru Vacher
- L'Ordrimouille
- Ru de Nanteuil
- Ru Garnier
- Ru de Chaudailly
- Le Wadon
- Ru de Pudeval
- Ru du Gril
- La Savières
- Ru d'Autheuil
- L'Allan
- La Grivette
- Le Clignon
- Ru de la Croix Hélène
- La Gergogne
- Ru Jean Racet
- Ru de Chaton
- Ru de Méranne

## Hydrologie
Une partie du cours de l'Ourcq est détournée et canalisée au XIXe siècle pour devenir une voie fluviale importante approvisionnant Paris : le canal de l'Ourcq qui alimente le canal Saint-Martin et le canal Saint-Denis en entrant dans Paris au niveau du bassin de La Villette.
Son régime hydrologique est dit pluvial océanique.

### L'Ourcq à Chouy
Le débit de l'Ourcq a été observé durant 21 ans (1988-2008), à Chouy, localité située à huit kilomètres au nord-est de la Ferté-Milon, peu avant le début du canal de l'Ourcq, et donc assez éloignée de son confluent avec la Marne. Le bassin versant de la rivière y est de 345 km2.
Le module de la rivière à Chouy est de 2,12 m3/s.
L'Ourcq présente des fluctuations saisonnières de débit assez modérées. La période des hautes eaux se déroule en saison hivernale, et se caractérise par des débits mensuels moyens oscillant entre 2,97 et 3,62 m3/s, de décembre à mars inclus (avec un maximum assez net en janvier). Dès le mois d'avril, le débit diminue progressivement pour aboutir à la période des basses eaux qui a lieu de juin à septembre, amenant une baisse du débit mensuel moyen allant jusqu'à 1,12 m3/s au mois de septembre, ce qui reste fort confortable. Mais les fluctuations de débit peuvent être plus importantes d'après les années et sur des périodes plus courtes.

### Étiage ou basses eaux
À l'étiage le VCN3 peut chuter jusque 0,530 m3/s, en cas de période quinquennale sèche, soit 530 litres par seconde, ce qui est loin d'être sévère et est nettement supérieur à la moyenne des cours d'eau de la région.

### Crues
Les crues sont d'importance moyenne mais ne sont nullement inexistantes. Les QIX 2 et QIX 5  valent respectivement 12 et 17 m3/s. Le QIX 10 est de 20 m3/s, le QIX 20 de 23 m3/s, tandis que le QIX 50 n'a pas été calculé.
Le débit instantané maximal enregistré à Chouy durant cette période, a été de 20,9 m3/s le 7 décembre 1988, tandis que le débit journalier maximal enregistré était de 19,6 m3/s le 23 mars 2001. Si l'on compare le premier de ces chiffres à l'échelle des QIX de la rivière, l'on constate que cette crue n'était pas même d'ordre vicennal, et donc nullement exceptionnelle.
L'Ourcq est une rivière assez abondante dans le contexte des cours d'eau du centre du bassin parisien.

### Lame d'eau et débit spécifique
La lame d'eau écoulée dans son bassin versant est de 194 millimètres annuellement, ce qui est certes fort inférieur à la moyenne d'ensemble de la France tous bassins confondus (320 millimètres/an), mais aussi nettement inférieur à la moyenne du bassin de la Marne (274 millimètres/an à Gournay-sur-Marne aux portes de Paris). Le débit spécifique de la rivière (ou Qsp) affiche de ce fait le chiffre de 6,1 litres par seconde et par kilomètre carré de bassin.

## Faune piscicole
La rivière l'Ourcq présente une faune aquatique très importante : ablette (Alburnus alburnus), vairon (Phoxinus phoxinus), épinoche à trois épines (Gasterosteus aculeatus), épinochette (Pungitius pungitius), rotengle (Scardinius erythrophthalmus), gardon (Rutilus rutilus), vandoise (Leuciscus leuciscus), hotu (Chondrostoma nasus), goujon commun (Gobio gobio), barbeau commun (Barbus barbus), tanche (Tinca tinca), carpe cuir et carpe miroir (Cyprinus carpio carpio), carpe commune (Cyprinus carpio), chevesne (Squalius cephalus), grémille (Gymnocephalus cernua), sandre (Sander lucioperca), perche commune (Perca fluviatilis), perche arc-en-ciel (Lepomis gibbosus), grand brochet (Esox lucius), silure glane (Silurus glanis), brème commune (Abramis brama), truite fario (Salmo trutta), omble de fontaine (Salvelinus fontinalis), chabot commun (Cottus gobio), anguille d'Europe (Anguilla anguilla), lamproie de Planer (Lampetra planeri), truite arc-en-ciel (Oncorhynchus mykiss) (lâché) et cristivomer (Salvelinus namaycush) (lâché?).
En 2003, des travaux importants de « désembouchage » de la rivière entre Breny et Le Port au Perche ainsi qu'un curage drastique de certaines zones ont bouleversé le milieu aquatique de la rivière Ourcq. Depuis, les zones calmes et profondes, refuge des carpes, brochets et autres poissons affectionnant les courants lents, ont subi une augmentation du courant du fait de l'enlèvement des arbres qui, couchés dans le fond de la rivière, freinaient le courant de celle-ci. La conséquence fut qu'en l'espace de 10 ans, 40 % de la population piscicole de la rivière de l'Ourcq disparut. Les bancs de sable abritant les bancs de Renoncules aquatiques, et surtout de nénuphar jaune (Nuphar lutea) subirent de très gros dégâts et ont désormais du mal à se reconstituer.
En période hivernale, le niveau de la rivière est équivalent à l'ancien niveau de juillet (période estivale basse), et son niveau estival est parfois assez préoccupant (ex : été 2008, relevé de 37 cm pour une moyenne normale de 130 cm avant curage entre Breny et Rozet-Saint-Albin, en place du marais de Rozet).
La rivière de l'Ourcq est, de plus, sujette à des fluctuations très importantes de son niveau, due à la déviation de son cours par plusieurs moulins, dont un des plus importants de la région, le moulin Hoche, qui est situé sur les bords de l'Ourcq à Rozet-Saint-Albin. Ce moulin traditionnel est le dernier moulin indépendant dans le département de l'Aisne. Il ouvre ses vannes de manière intempestive, ce qui provoque une baisse accrue et subite du niveau en amont et une accélération du débit en aval. Une autre cause de ces accélérations de courant et de cette baisse générale du niveau de l'eau est liée à une intervention sur l'ancienne écluse de Marizy-Saint-Mard en 2006. L'ancienne écluse, âgée de plus de 150 ans, était en piteux état et ne fonctionnait plus. L'eau coulait entre 4 murets qui accueillaient les anciennes portes de régulations, celles-ci étaient souvent obstruées par des troncs d'arbres, et l'eau s’écoulait par la suite sur un versant de 130 cm. Or lors de la réfection de cette partie de la rivière, le versant n’a été remonté que sur une hauteur de 80 cm, ce qui en conséquence rabaisse le niveau initial amont de plus de 50 centimètres.
Enfin, une analyse récente (2010) par le Système d'Évaluation de la Qualité (SEQ-Eau) « qui identifie la nature des perturbations et évalue les incidences sur l'environnement ». Le SEQ Eau utilise, en l'état actuel, les résultats d'analyses de paramètres physicochimiques et bactériologiques[citation nécessaire]. À terme, d'autres types de données pourront être traités : données écotoxicoloqiques, teneurs en radioéléments, etc. Le système actuel prend en compte une quinzaine d'altérations.
Celles-ci sont susceptibles de perturber les fonctions du cours d'eau -notamment la potentialité biologique de l'eau (son aptitude à permettre la vie) - et les usages potentiels de l'eau (production d'eau potable, loisirs, sports aquatiques, irrigation…).
Le SEQ Eau offre la possibilité d'évaluer la qualité de l'eau, par grand type de pollution, sur une échelle indicielle fine de 0 à 100 et sur une échelle à 5 couleurs. Elle permet d'évaluer l'incidence de cette qualité sur les potentialités biologiques et l'aptitude aux usages potentiels de l'eau.
Il apparait que l'eau prélevée au Pont de Chouy, ainsi qu'au pont du Moulin le Comte (entre la commune de Noroy-sur-Ourcq et la commune de Marizy-Sainte-Geneviève) comportait des traces de polluants typique de l'agriculture intensive : produits phytosanitaires (herbicides, fongicides ou insecticides) ainsi que des détergents - phosphates → domestique (lessives),
des engrais - nitrates → agricole et des solvants - hydrocarbures aromatiques → domestique et agricole.

## Bilan écologique
La modification radicale et mal calculée du milieu aquatique de la rivière de l'Ourcq a entrainé en moins de 10 ans la disparition de plusieurs espèces piscicole, telles que la petite lamproie, le Chabot, la truite Fario et le Vairon, poissons typiques de la rivière Ourcq sur le tronçon Port au Perche - Breny. De plus, les populations de brochets sont devenues très faibles en raison de plusieurs facteurs :
- disparition des abris typiques (Branches, arbres morts, banc de nénuphars et plantes aquatiques ;
- diminution du nombre de proies (diminution massive des bancs de poissons blancs depuis 2001 à cause de l'augmentation soudaine du courant ;
- crues quasi inexistantes depuis 2001, les prairies inondables ne le sont plus ou presque plus (exemple : plaine inondable de Marizy-Saint-Mard, frayère typique, ne l'est plus depuis 2001, car inondée 2 à 3 jours maximum par an, donc plus assez longtemps pour permettre la fraie du Brochet.)

## Littérature
Mathieu Bénézet a composé un roman intitulé Pantin, canal de l'Ourcq. Miriam Cendrars, elle, évoque dans sa biographie sur Blaise Cendrars « flânant le long du canal de l'Ourcq » au bras d'une jeune femme.
La fable suivante fut composée par Alphonse Allais au moment où Émile Loubet était président de la République et où l'affaire Dreyfus divisait les Français, la moralité en forme de calembour :

« De l'Ourcq, un beau matin, un pêcheur un pli retira,

Qu'à l'Élysée aussitôt il porta,

Et qui, chose bizarre, fort extraordinaire,

Était un document relatif à l'Affaire.

Moralité :

Loubet lit ce qui de l'Ourcq sort. »

Jacques Roubaud évoque la forme féminine du fleuve dans « GO 151 » [∈ (Signe d'appartenance), 1967] : « la proche et niaise eau boueuse l'ourcque ».
Jacques Prévert y fait référence dans le poème "PATER NOSTRE", 1945.
Dans Un Voyage à la lune ou Le cauchemar de Mocquet, un conte d'Alexandre Dumas (publié notamment dans Causeries, 1860), Mocquet, ivre, tombe dans l'Ourcq.